# COVRA

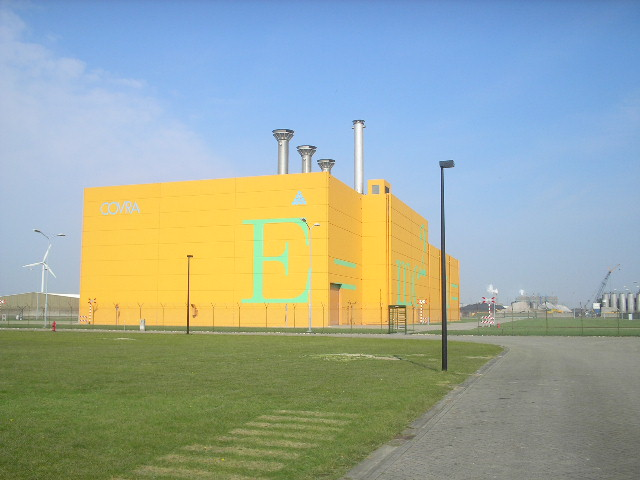
COVRA, xранилище высокоактивных отходов

COVRA (нидерл. Centrale Organisatie Voor Radioactief Afval — Центральная организация по радиоактивным отходам) — нидерландская компания по хранению и переработке радиоактивных отходов. Согласно нидерландскому законодательству, является единственной в стране организацией уполномоченной заниматься подобной деятельностью, все учреждения и предприятия имеющие лицензию на работу с радиоактивными материалами обязаны сдавать COVRA радиоактивные отходы. Главным поставщиков отходов является единственная действующая в стране АЭС «Борселе».
COVRA является акционерным обществом, 100 % акций находятся во владении государства. Компания является самоокупаемой, её деятельность не финансируется из госбюджета.
Хранилище низкоактивных отходов используется также для хранения произведений искусства из фондов нидерландских музеев. Это стало возможным благодаря наличию свободного пространства необходимого в соответствии с технологией хранения радиоактивных отходов и контролируемых климатических условий благоприятных для хранения произведений искусства. Хранилище доступно для посетителей и в нем организуются выставки из хранящихся там экспонатов.
Здания хранилищ высоко- и низкоактивных отходов являются архитектурными достопримечательностями.
Хранилище высокоактивных отходов представляет собой здание оранжевого цвета на стенах которого зеленой краской выведены уравнения эквивалентности массы и энергии Эйнштейна в двух видах {\displaystyle E=mc^{2}} и {\displaystyle E=mc^{2}} и {\displaystyle m=E/c^{2}}, а также уравнение Планка {\displaystyle E=hv}. Каждые 20 лет, начиная с 2023 года здание будет перекрашиваться во все более светлый оттенок оранжевого, и в 2103 году будет покрашено в белый цвет, символизируя уменьшение радиоактивности складированных расходов их постепенное превращение в безопасный материал. Концепция разработана голландским художником Вильямом Верстратеном (нидерл. William Verstraeten).